# Беатриса Кастильская (жена Афонсу IV)
Беатрис Кастильская (исп. Beatriz de Castilla y Molina, порт. Beatriz de Molina e Castela; 8 марта 1293, Торо, Королевство Кастилия и Леон — 25 октября 1359, Лиссабон, Королевство Португалия) — королева Португалии.

## Биография
Беатрис была дочерью кастильского короля Санчо Смелого и его жены Марии де Молина и приходилась сестрой королю Фердинанду.
Рука принцессы была обещана португальскому инфанту Афонсу по договору в Альканьисесе 1297 года. Свадьба была сыграна в Лиссабоне в 1309 году после взятия кастильцами и португальцами Гибралтара. С момента свадьбы она получила доходы с городов Виана-ду-Алентежу, Эвора, Вила-Висоза, Вила-Реал и Вила-Нова-де-Гайя.
В 1325 году, после драматической распри с отцом, Афонсу стал королём. О жизни его супруги известно мало.
В 1334 году она обменяла Вила-Реал и Вила-Нова-де-Гайю на Синтру, в 1337 году получила Сантарен и Вила-Нова-да-Баркинью, а в 1357 году (уже от сына) — Торреш-Новаш. Умерла через два года после мужа.

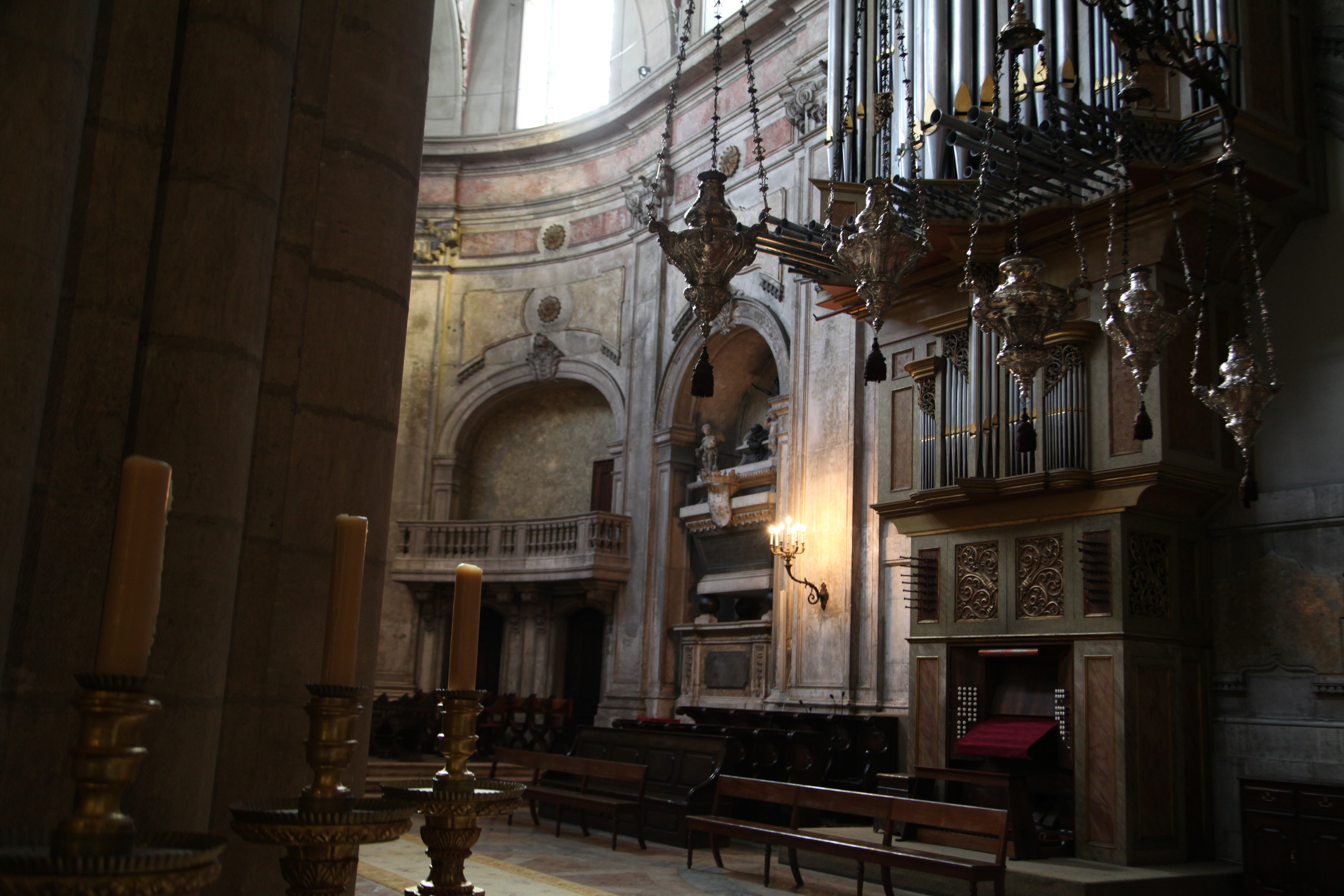
Гробница Беатрисы Кастильской в Лиссабонском соборе

## Дети
- Мария (1313—1357) — королева Кастилии, жена Альфонсо XI.
- Афонсу (1315) — умер новорождённым.
- Диниш (1317—1318) — умер в младенчестве.
- Педру (1320—1367) — король Португалии.
- Изабелла (1324—1326) — умерла в младенчестве.
- Жуан (1326—1327) — умер в младенчестве.
- Леонора (1328—1348) — королева Арагона, жена Педро IV.